# محمد سعيد فوفانا
محمد سعيد فوفانا (بالفرنسية: Mohamed Saïd Fofana)‏ هو رئيس وزراء غينيا من عام 2010 إلى عام 2015. عينه الرئيس ألفا كوندي في 24 ديسمبر 2010. وكان منصبه السابق هو مدير البحوث الاقتصادية في وزارة التجارة؛ استقال ممحمد سعيد فوفانا وحكومته في 16 يناير عام 2014. ومع ذلك، أُعِيد تعيينه رئيسًا للوزراء ثلاثة أيام بعدها؛ بعد فوز كوندي في بفترة رئاسية ثانية في الانتخابات الرئاسية في أكتوبر 2015، استقال رئيس الوزراء فوفانا من منصبه في 23 ديسمبر 2015، وقام كوندي بتعيين، مامادي يولا ليحل محله في 26 ديسمبر.